# 聖尼古拉斯 (聖巴巴拉省)
聖尼古拉斯（西班牙語：San Nicolás），是洪都拉斯的城鎮，位於該國西北部，由聖巴巴拉省負責管轄，始建於1850年1月18日，面積88.20平方公里，海拔高度479米，2001年人口10,740，人口密度每平方公里121.77人。
14°056′N 88°019′W / 14.933°N 88.317°W